# Temporada de ciclones en el suroeste del Índico de 2018-19
La temporada de ciclones en el suroeste del Índico de 2018-19 fue un evento del ciclo anual de ciclones tropicales y la formación de ciclones subtropicales. Comenzó oficialmente el 15 de noviembre de 2018 y finalizó oficialmente el 30 de abril de 2019, con la excepción de Mauricio y las Seychelles, para lo cual finalizó el 15 de mayo de 2019. Estas fechas delimitan convencionalmente el período de cada año cuando más Los ciclones tropicales y subtropicales se forman en la cuenca, que está al oeste de los 90°E y al sur del ecuador. Los ciclones tropicales y subtropicales en esta cuenca son monitoreados por el Centro Meteorológico Regional Especializado en Reunión.
El primer ciclón tropical fue una tormenta tropical moderada que no recibió un nombre por el Centro Conjunto de Advertencia de Tifones que se formó cerca de Madagascar el 13 de septiembre de 2018 dos meses del inicio oficial de la temporada. Dos ciclones se formaron en el mes de noviembre, uno fue el ciclón tropical intensa Alcide el 5 de noviembre, luego Alcide se intensificó como un ciclón tropical intenso equivalente a categoría 3 en la Escala de huracanes de Saffir-Simpson el 8 de noviembre. El segundo ciclón tropical fue la tormenta tropical severa Bouchra que cruzó tres veces en la cuenca con la región australiana. Dos ciclones tropicales se formaron en el mes de diciembre, Cilida y Kenanga. El ciclón tropical intensa Kenanga se cruzó al suroeste del Índico Norte de la región australiana, el nombre fue recibido por TCWC Jakarta. Dos tormentas tropicales moderadas se formaron en el mes de enero de 2019, Desmond y Eketsang. En el mes de febrero, se formaron dos ciclones tropicales simultáneos, Funani y Gelena. La temporada registró un total de seis ciclones tropicales intensos, la mayor cantidad que fue empatado con la temporada 2006-07.

## Resumen de la temporada
El primer ciclón tropical fue una tormenta tropical moderada sin nombre que se formó al noreste de Madagascar el 13 de septiembre de 2018, dos meses antes del inicio oficial de la temporada. Dos ciclones se formaron en el mes de noviembre, con el ciclón tropical intenso Alcide formándose el 5 de noviembre y la tormenta tropical severa Bouchra ingresando a la cuenca desde la región australiana el 9 de noviembre. Dos ciclones tropicales se formaron en el mes de diciembre, Cilida y Kenanga. El intenso ciclón tropical Kenanga cruzó la cuenca desde la región australiana, conservando su nombre asignado por TCWC Jakarta. En enero se formaron dos tormentas tropicales moderadas, Desmond y Eketsang. Durante febrero y marzo se formaron cinco ciclones tropicales más intensos: Funani, Gelena, Haleh, Idai y Joaninha. Además, Savannah cruzó a la cuenca desde la cuenca australiana como un ciclón tropical intenso en marzo. El 21 de abril de 2019, las dos últimas tormentas de la temporada se formaron al mismo tiempo, Kenneth y Lorna.

## Ciclones tropicales

### Tormenta tropical moderada 01
El 13 de septiembre de 2018, se formó una depresión tropical (tormenta tropical en la escala de huracanes de Saffir-Simpson) al suroeste de Diego García. El sistema rastreó de oeste a suroeste, organizándose lentamente sobre aguas ligeramente cálidas de 26–27 grados Celsius y cizalladura moderada del viento. El 16 de septiembre, la depresión tropical comenzó a debilitarse después de encontrar condiciones desfavorables. El 17 de septiembre, tanto el MFR como el Centro Conjunto de Advertencia de Tifonesemitieron sus advertencias finales y el sistema se disipó. En el análisis posterior a la tormenta, el sistema se actualizó a una tormenta tropical moderada aunque no se identificó.

### Ciclón tropical intensa Kenanga
El 14 de diciembre, una zona tropical baja se formó al suroeste de Sumatra en la región australiana. Después de un período de fortalecimiento, recibió el nombre de Kenanga, ya que rastreaba aproximadamente hacia el sudoeste. Continuando con este curso, ingresó a la cuenca del sudoeste de la India el 16 de diciembre y posteriormente se convirtió en un ciclón tropical intenso durante los próximos tres días. Kenanga luego se disipó el 22 de diciembre.

### Ciclón tropical intensa Cilida
El 16 de diciembre, Metro-France hizo un seguimiento de un área de baja presión y posiblemente haya un desarrollo de ciclones tropicales. Mientras rastreaba hacia el sudoeste, luego se intensificó a tormenta tropical, luego ciclón, estado. El 23 de diciembre, como el ciclón Cilida, pasó al este de Mauricio, trayendo lluvias beneficiosas y vientos racheados que derribaron las ramas de los árboles. Luego giró hacia el sureste y se debilitó, más tarde se disipó en aguas del extremo sur.

### Ciclón Idai
Una depresión tropical se formó al oeste de la costa de Mozambique el 4 de marzo. Posteriormente, la depresión tropical se desvió hacia el noreste muy lentamente, tocando tierra en Mozambique ese mismo día. El 6 de marzo, la depresión tropical 11 recibió una advertencia de desarrollo de ciclones tropicales amarillos en el Centro Conjunto de Advertencia de Tifones (JTWC). El 7 de marzo, la tormenta giró de oeste a sudoeste, mientras seguía manteniendo su identidad tropical por tierra. El 8 de marzo, la depresión tropical 11 se debilitó y se volvió hacia el este. A principios del 9 de marzo, la depresión tropical emergió en el canal de Mozambique y comenzó a organizarse. El mismo día, el Centro Conjunto de Advertencia de Tifones (JTWC) declaró que el sistema tenía una alta probabilidad de génesis hacia un ciclón tropical, y más tarde ese mismo día, el sistema se fortaleció en una tormenta tropical moderada y recibió el nombre de Idai. El 10 de marzo, Idai comenzó a intensificarse rápidamente, convirtiéndose en un ciclón tropical cerca de Madagascar, y el sistema dio un giro más hacia el oeste.

## Nombres de las tormentas
En el Océano Índico sudoccidental, depresiones tropicales y depresiones subtropicales cuya velocidad del viento sostenida es de 65 km/h (40 mph) en 10 minutos por el Centro Meteorológico Regional Especializado  en la Isla de la Reunión, Francia (RSMC La Reunión) usualmente se les asigna un nombre. Sin embargo, son los Centros Subregionales de Asesoramiento sobre Ciclones Tropicales en Mauricio y Madagascar quienes nombran los sistemas. El Centro Subregional de Asesoramiento sobre ciclones tropicales en Mauricio nombra una tormenta si se intensifica en una tormenta tropical moderada entre 55°E y 90°E. 
Si, en cambio, un ciclón se intensifica en una tormenta tropical moderada entre 30°E y 55°E, el Centro Subregional de Asesoramiento sobre Ciclones Tropicales en Madagascar le asigna el nombre apropiado a la tormenta. A partir de la temporada de 2016-17, las listas de nombres en el Océano Índico sudoccidental se rotarán cada tres años. Los nombres de tormenta solo se usan una vez, por lo que cualquier nombre de tormenta utilizado este año se eliminará de la rotación y se reemplazará con un nuevo nombre para la temporadac de 2021-22. Se espera que los nombres no utilizados sean reutilizados en la lista para la temporada de 2021-22.
| - Alcide - Bouchra - Cilida - Desmond - Eketsang - Funani - Gelena - Haleh - Idai (activo) | - Joaninha (sin usar) - Kenneth (sin usar) - Lorna (sin usar) - Maipelo (sin usar) - Njazi (sin usar) - Oscar (sin usar) - Pamela (sin usar) - Quentin (sin usar) - Rajab (sin usar) | - Sabana (sin usar) - Themba (sin usar) - Uyapo (sin usar) - Viviane (sin usar) - Walter (sin usar) - Xangy (sin usar) - Yemurai (sin usar) - Zanele (sin usar) |

Kenanga ingresó a esta cuenca como una tormenta tropical moderada de la región australiana el 16 de diciembre, conservando su nombre asignado por TCWC Jakarta.